# Renault 20/30
Renault 20/30 – osobowy samochód klasy wyższej produkowany przez Renault, w dwóch odmianach, w latach 1975–1984. 

## Historia i opis modelu
Dostępny jako 5-drzwiowy hatchback. Następca modelu R16. Do napędu używano kilku różnych silników. Moc przenoszona była na oś przednią poprzez 4 i 5-biegową manualną oraz 3-biegową automatyczną skrzynię biegów. Samochód został zastąpiony przez model R25. Nadwozie Renault 20 różniło się od Renault 30 głównie reflektorami przednimi – Renault 20 miał dwa reflektory prostokątne, a Renault 30 cztery okrągłe. Renault 30 miał ponadto bardziej ekskluzywne wykończenie wnętrza. Wyprodukowano ponad 622 000 modelu R20 i 145 000 R30. Produkcję modelu 20 zakończono w październiku 1983 roku. 
W plebiscycie na Europejski Samochód Roku 1976 Renault 30 TS zajęło 3. pozycję (za Simcą 1307 i BMW E21).

## Dacia 2000
W 1980 roku w zakładach Dacii zmontowano niewielką liczbę modelu Renault 20 pod nazwą Dacia 2000. Samochód dostępny był tylko i wyłącznie dla dygnitarzy i tajnych służb komunistycznego rządu (Securitate) kierowanego przez Nicolae Ceaușescu. Prawdopodobnie zastosowano silnik 2,7 l. Pojazdy powstały w dwóch kolorach nadwozia – czarnym i niebieskim.

## Galeria

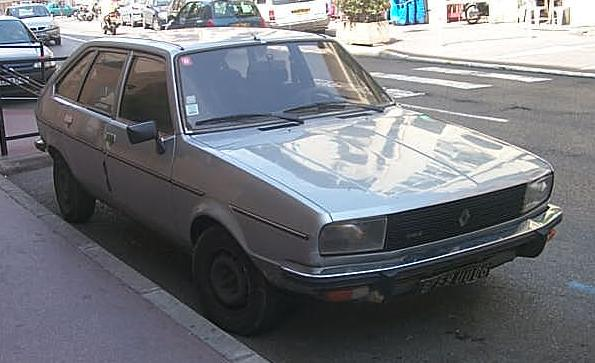
Renault 20
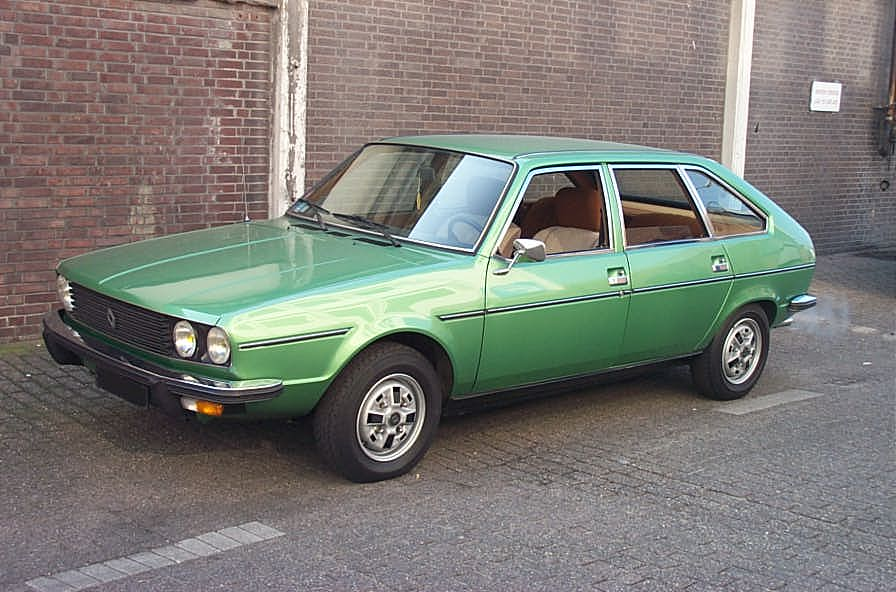
Renault 30
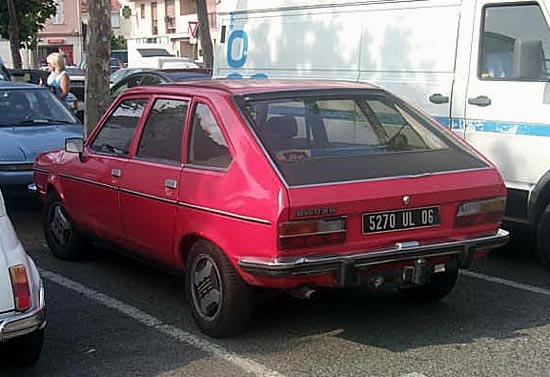
Renault 20 – tył pojazdu
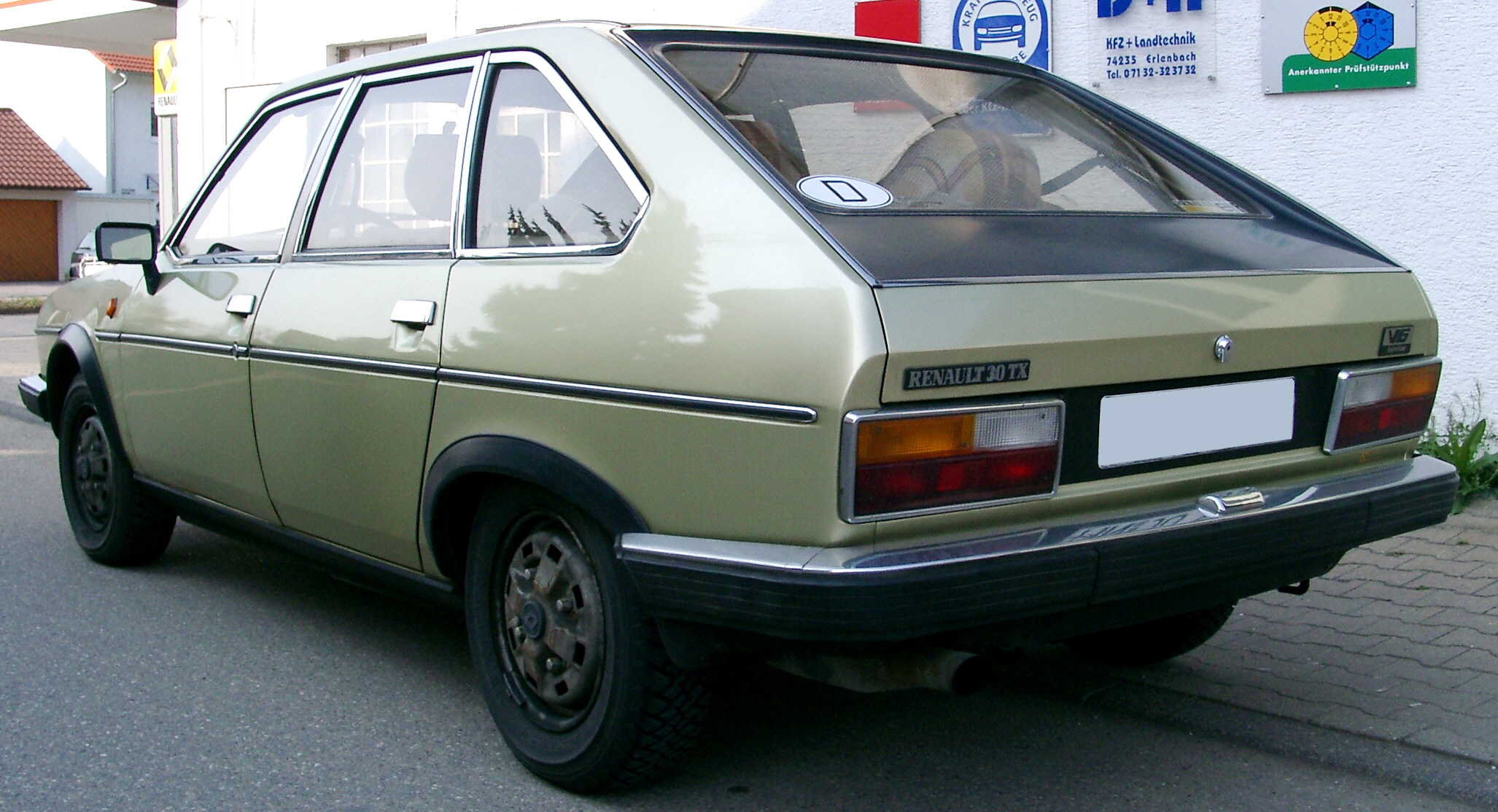
Renault 30 – tył pojazdu

## Dane techniczne
| Wersja          | Silnik:                    | Układ zasilania: | Moc maksymalna:                     | Maks. moment obrotowy     | 0-100 km/h:          | V-max:                   |
| R20:            | R20:                       | R20:             | R20:                                | R20:                      | R20:                 | R20:                     |
| --------------- | -------------------------- | ---------------- | ----------------------------------- | ------------------------- | -------------------- | ------------------------ |
| 20 TI           | R4 1,6 l (1647 cm³)        | gaźnik           | 90 KM (66 kW) przy 5750 obr./min    | 134 Nm przy 3500 obr./min | 13,5 s               | 165 km/h                 |
| 20 GTL          | R4 1,6 l (1647 cm³)        | gaźnik           | 97 KM (71 kW) przy 5750 obr./min    | 133 Nm przy 3500 obr./min | 13 s                 | 164 km/h                 |
| 20 TS           | R4 2,0 l (1995 cm³)        | gaźnik           | 104 KM (76,5 kW) przy 5500 obr./min | 168 Nm przy 3200 obr./min | 12,8 s               | 172 km/h                 |
| 20 TS           | R4 2,0 l (1995 cm³)        | gaźnik           | 109 KM (80 kW) przy 5500 obr./min   | 168 Nm przy 3200 obr./min | 12,7 s               | 168 km/h                 |
| 20 Tx           | R4 2,0 l (1995 cm³)        | gaźnik           | 116 KM (85 kW) przy 5500 obr./min   | 180 Nm przy 3000 obr./min | 11,6 s               | 178 km/h                 |
| 20 GTD          | R4 2,1 l (2068 cm³)        | pompa wtryskowa  | 64 KM (47 kW) przy 4500 obr./min    | 127 Nm przy 2250 obr./min | 20,8 s               | 146 km/h                 |
| 20 Turbo Diesel | R4 2,1 l (2068 cm³), turbo | pompa wtryskowa  | 88 KM (65 kW) przy 4250 obr./min    | 182 Nm przy 2000 obr./min | 17 s                 | 160 km/h                 |
| R30:            |                            |                  |                                     |                           |                      |                          |
| 30 TS           | V6 2,7 l (2664 cm³)        | gaźnik           | 131 KM (96 kW) przy 5500 obr./min   | 203 Nm przy 2500 obr./min | 9,7 s 10,6 s (aut.)  | 187 km/h 180 km/h (aut.) |
| 30 TS           | V6 2,7 l (2664 cm³)        | gaźnik           | 125 KM (96 kW) przy 5000 obr./min   | 204 Nm przy 2500 obr./min | 10,6 s 10,2 s (aut.) | 183 km/h 177 km/h (aut.) |
| 30 Tx           | V6 2,7 l (2664 cm³)        | wtrysk           | 143 KM (105 kW) przy 5500 obr./min  | 219 Nm przy 3000 obr./min | 10,4 s 11,4 s (aut.) | 187 km/h 182 km/h (aut.) |